# Tornus laevicarinatus
Tornus laevicarinatus är en snäckart. Tornus laevicarinatus ingår i släktet Tornus och familjen Tornidae. Inga underarter finns listade i Catalogue of Life.